# Līga Velvere
Līga Velvere (* 10. Februar 1990 in Saldus, Lettische SSR, Sowjetunion) ist eine lettische Mittelstreckenläuferin, die sich auf den 800-Meter-Lauf spezialisiert hat und sich zu Beginn ihrer Karriere auf den 400-Meter-Hürdenlauf konzentrierte.

## Sportliche Laufbahn
Erste internationale Erfahrungen sammelte Līga Velvere im Jahr 2007, als sie bei den Jugendweltmeisterschaften in Ostrava im 400-Meter-Hürdenlauf mit 62,12 s in der ersten Runde ausschied, wie auch beim anschließenden Europäischen Olympischen Jugendfestival (EYOF) in Belgrad mit 62,72 s. Zwei Jahre darauf scheiterte sie bei den Junioreneuropameisterschaften in Novi Sad mit 61,21 s im Vorlauf, wie auch bei den Leichtathletik-U23-Europameisterschaften 2011 in Ostrava mit 61,45 s. In diesem Jahr begann sie auch ihr Studium an der University of Idaho. 2014 schaffte sie im Hürdenlauf die Qualifikation für die Europameisterschaften in Zürich und gelangte dort bis in das Halbfinale, in dem sie mit 56,87 s ausschied. 2016 nahm sie dann über 800 Meter an den Hallenweltmeisterschaften in Portland teil und schied dort mit 2:05,20 min in der ersten Runde aus. Anschließend gelangte sie bei den Europameisterschaften in Amsterdam im Hürdenlauf erneut bis in das Halbfinale und schied dort mit 57,11 s aus.
2017 erreichte sie bei den Halleneuropameisterschaften in Belgrad über 800 Meter das Halbfinale, wurde dort aber disqualifiziert. Im Jahr darauf scheiterte sie bei den Hallenweltmeisterschaften in Birmingham mit 2:02,98 min in der Vorrunde und nahm im Sommer an den Europameisterschaften in Berlin teil, bei denen sie mit 2:05,13 min in der ersten Runde ausschied. Bei den Leichtathletik-Halleneuropameisterschaften 2019 in Glasgow schied sie mit 2:04,06 min im Halbfinale aus und erreichte auch bei den Weltmeisterschaften in Doha das Halbfinale, in dem sie mit 2:06,99 min ausschied. Anfang Dezember erreichte sie bei den Crosslauf-Europameisterschaften in Lissabon nach 19:20 min den zwölften Rang mit der gemischten Staffel. 2021 scheiterte sie bei den Halleneuropameisterschaften in Toruń mit 2:06,26 min in der ersten Runde über 800 Meter. Ende Juli startete sie bei den Olympischen Spielen in Tokio, konnte dort aber ihr Rennen im Vorlauf nicht beenden.
In den Jahren 2009 und von 2013 bis 2016 wurde Velvere lettische Meisterin im 400-Meter-Hürdenlauf sowie von 2019 bis 2021 über 800 Meter. In der Halle siegte sie 2010 und 2017 im 400-Meter-Lauf sowie 2020 über 800 Meter.

## Bestleistungen
- 400 Meter: 54,36 s, 26. Juli 2014 in Iecava
  - 400 Meter (Halle): 54,42 s, 18. Februar 2017 in Kuldīga
- 800 Meter: 2:00,75 min, 23. August 2018 in Rovereto
  - 800 Meter (Halle): 2:01,10 min, 12. Februar 2019 in Eaubonne (lettischer Rekord)
  - 1000 Meter (Halle): 2:42,30 min, 19. Januar 2019 in Kuldīga (lettischer Rekord)
- 400 m Hürden: 56,77 s, 9. August 2015 in Ventspils